# Muslu Nalbantoğlu
Muslu Nalbantoğlu (Amersfoort, 24 novembre 1983) è un calciatore olandese, difensore dell'APWC.

## Palmarès

### Club

#### Competizioni nazionali
- Eerste Divisie: 1

De Graafschap: 2009-2010